# Port lotniczy Czeboksary
Port lotniczy Czeboksary (IATA: CSY, ICAO: UWKS) – port lotniczy położony 7 km na południowy wschód od Czeboksarów, w Czuwaszji, w Rosji.

## Kierunki lotów i linie lotnicze
| Linia lotnicza    | Kierunek                                             |
| ----------------- | ---------------------------------------------------- |
| Nordwind Airlines | 1. Soczi                                             |
| Pobeda            | 1. Moskwa-Szeremietiewo 2. Sankt Petersburg 3. Soczi |
| UVT Aero          | 1. Surgut                                            |